# Como amigos
Como amigos è un singolo del gruppo musicale argentino Miranda! e della cantautrice spagnola Ana Mena, pubblicato il 31 ottobre 2024 come primo estratto dal decimo album in studio Nuevo Hotel Miranda!.

## Descrizione
Il brano, scritto da Alejandro Sergi e Renzo Luca, è prodotto da quest'ultimo.

## Video musicale
Il video musicale è stato pubblicato in concomitanza all'uscita del brano attraverso il canale YouTube del gruppo musicale.

## Tracce
Testi e musiche di Alejandro Sergi e Renzo Luca.
1. Como amigos – 3:11

## Formazione
- Miranda! – voce
- Ana Mena Rojas – voce
- Alejandro Sergi – voce, sintetizzatore basso
- Javier Fracchia – masterizzazione
- Juliana Gattas – voce
- Nico Cotton – missaggio
- Renzo Luca – chitarra, sintetizzatore basso, produzione, registrazione